# Molk Sarā
Molk Sarā (persiska: ملک سرا) är en ort i Iran.   Den ligger i provinsen Gilan, i den nordvästra delen av landet, 270 km nordväst om huvudstaden Teheran. Molk Sarā ligger 21 meter över havet och antalet invånare är 680.
Terrängen runt Molk Sarā är platt åt nordost, men åt sydväst är den kuperad. Terrängen runt Molk Sarā sluttar österut.Runt Molk Sarā är det tätbefolkat, med 493 invånare per kvadratkilometer. Närmaste större samhälle är Māsāl, 4,4 km sydväst om Molk Sarā. Trakten runt Molk Sarā består till största delen av jordbruksmark.